# Sam Ratulangi

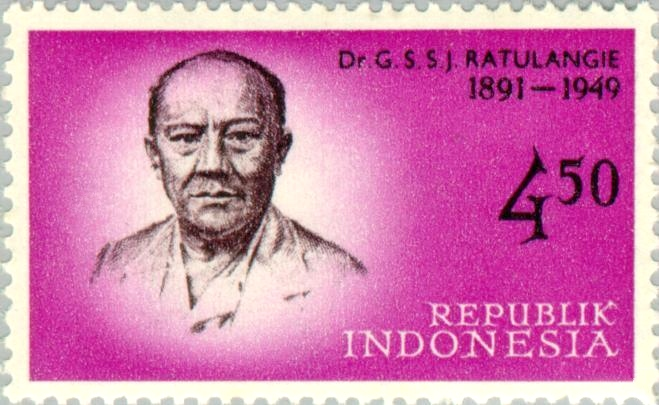
Ratulangi auf einer indonesischen Briefmarke von 1962

Sam Ratulangi, eigentlich Gerungan Saul Samuel Jacob Ratulangi, (* 5. November 1890 in Tondano, Sulawesi Utara; † 30. Juni 1949 in Jakarta) war ein indonesischer Politiker, Journalist und Lehrer. Er gilt in Indonesien als Held der Unabhängigkeitsbewegung gegen die niederländischen Kolonialherren.
In Indonesien wird er häufig Dr. G. S. S. J. Ratulangi zitiert.

## Leben
Ratulangi kam aus einer angesehenen und wohlhabenden Familie der Volksgruppe der Minahasa, er war der Sohn des Lehrers Jozias Ratulangi und Agustina Gerungan. Ratulangi, der Christ war, besuchte Schulen in Tondano und die Königin Wilhelmina Schule (eine Ingenieursschule in Batavia) im damaligen Niederländisch-Indien. Nach dem Abschluss arbeitete er als Ingenieur im Straßenbau und bei der Eisenbahn, persönliche Erfahrungen von rassistischer Diskriminierung durch die Niederländer (zum Beispiel in Bezahlung und Unterkunft der Angestellten) bewogen ihn aber ein Universitätsstudium anzustreben. Er studierte in Amsterdam um Lehrer zu werden, erhielt 1915 in Amsterdam sein Diplom als Lehrer für Naturwissenschaften und promovierte an der Universität Zürich (1919). Schon in Amsterdam war er führend in der indonesischen Studentenverbindung.  Nach der Rückkehr nach Indonesien war er Lehrer an einer höheren Schule (Algemene Middlebare School) in Yogyakarta. Nach einer Kampagne gegen den Unterricht niederländischer Kinder durch Indonesier gab er den Lehrerberuf auf und ging nach Bandung um die Versicherungsgesellschaft Assurantie Maatschappij Indonesia zu gründen und war 1922 bis 1924 deren Vorsitzender. Außerdem war er Sekretär der Verbindung der Studenten der Minahasa, was er zu politischen Aktivitäten nutzte. 1927 wurde er in das Parlament (Volksraad) der Kolonie gewählt und er war Sekretär des Minahasa Rats. Er setzte sich für mehr Rechte der indonesischen Bevölkerung unter den niederländischen Kolonialherren ein und die Abschaffung der Zwangsarbeit (Herendiensten genannt), worin er erfolgreich war. 1932 war er  einer der Gründer der Vereinigung indonesischer Akademiker (Vereniging van Indonesische Academici, VIA). Seine Zeit als Parlamentarier endete, nachdem er 1937 einige Monate wegen seiner politischen Aktivitäten eingesperrt wurde. Ratulangi betätigte sich darauf als Journalist und gab die Zeitschrift Nationale Commentaren heraus. 1937 erschien sein Buch Indonesia in den Pacific, in dem er eine Bedrohung durch Japan vorhersah und eine zukünftige Rolle Indonesiens im pazifischen Raum. 1938 erschien ein weiteres Buch De Pacific und er veröffentlichte auch über Mathematik.
Nach der Niederlage der Japaner im 1945 war er im Vorbereitungskomitee für die indonesische Unabhängigkeit und wurde von Sukarno im August zum Gouverneur von Celebes ernannt. Im April 1946 wurde er von den niederländischen Kolonialherren verhaftet und zu drei Jahren Exil auf der kleinen Insel Yapen bei Neuguinea verurteilt. Im März 1948 wurde er nach Yogyakarta entlassen, aber im Dezember wieder eingesperrt, bald darauf aber im Februar 1949 wieder freigelassen, da sein Gesundheitszustand nachließ. Er starb bald darauf und wurde in Tondano begraben.
Er war zweimal verheiratet. Die erste Ehe mit einer niederländischen Psychiaterin (Suze Houtman) wurde geschieden. Er hatte zwei Kinder aus erster Ehe und aus zweiter Ehe mit Tjen Tambajong drei Kinder.

## Ehrungen
1961 wurde er von Sukarno zum Nationalen Unabhängigkeitshelden Indonesiens ernannt. Die Universitas Sam Ratulangi, Flughafen Sam Ratulangi in Manado, die Sam Ratulangi PB 1600 und ein U-Boot der indonesischen Marine sind nach ihm benannt.